# Cicytex-Finca La Orden
El Banco Nacional de germoplasma de higuera, Cicytex-Finca La Orden es un jardín botánico de aclimatación y pruebas de variedades de Ficus carica, con vistas a su mejora de rendimientos para su extensión en los cultivos agrícolas de la región. De carácter autonómico, depende administrativamente de la comunidad autónoma de Extremadura, España.

## Localización
Cicytex-Finca La Orden A5 km 372  CP. 06187 Guadajira, provincia de Badajoz, España.
Los terrenos se encuentran en el término de Lobón, en las Vegas Bajas del Guadiana. Con una superficie de 205 hectáreas. (95 de ellas de regadío y 110 de secano), está dedicada fundamentalmente a ensayos con cultivos agrícolas.
Planos y vistas satelitales.38°51′2.5344″N 6°40′14.7354″O / 38.850704000, -6.670759833
La visita es previa cita.

## Historia
El Instituto de Investigaciones Agrarias Finca La Orden - Valdesequera tiene su antecedente en el « Centro Regional de Investigación y Desarrollo Agrario de la División 8 » (CRIDA 08) creado en el año 1972 y adscrito a la Administración central. Posteriormente, y tras asumir en 1984 el Gobierno regional las competencias en investigación agraria, pasa a depender de la Administración autonómica de Extremadura, donde con el tiempo ha ido cambiando de denominación aunque no de objetivos, ligados siempre a la investigación agraria.
En la actualidad, junto al Instituto Tecnológico Agroalimentario y el Instituto del Corcho, la Madera y el Carbón Vegetal, forma parte del « Centro de Investigaciones Científicas y Tecnológicas de Extremadura » (CICYTEX), de acuerdo al Decreto 135/2013, de 30 de julio.
Desde su nacimiento, ha asumido la tarea de apoyar al sector agrario extremeño en materia de I+D+i, desarrollando proyectos de investigación aplicada ajustados a las necesidades del campo, invirtiendo en la formación del personal investigador, apoyando a la empresa agraria y apostando por la transferencia del conocimiento generado en sus instalaciones.
Abarca las siguientes áreas de estudio y experimentación :
- Área de Hortofruticultura, Olivicultura y Viticultura
- Área de Cultivos Extensivos y Energéticos
- Área de Fitopatología
- Área de Producciones Ganaderas
- Área de Dehesa y Pastos.[4]

El área de Hortofruticultura centra su actividad en el olivar, viñedo y en las principales especies frutales de la región (ciruelo japonés, cerezo, peral, melocotonero e higuera), así como en especies hortícolas de interés en Extremadura (tomate, pimiento, brassicas, etc.).

## Colecciones vegetales
El Centro de Investigaciones Científicas y Tecnológicas de Extremadura (Cicytex-Finca La Orden; en Guadajira, Badajoz) es el centro de referencia de la higuera en España, debido principalmente a la existencia del banco de germoplasma nacional de higuera, con más de 250 variedades diferentes que producen brevas e higos que pueden ser consumidas tanto para fresco como para seco pasa.

## El cultivo de la higuera
Turquía es el principal productor de higos del mundo con 260,508 toneladas en 2011, y más de dos tercios de su producción proviene de la variedad 'Sari Lop' (= 'Calimyrna' en California), siendo la variedad cultivar principal tanto para el suministro de higo fresco como para los higos pasos. Esta variedad como muchas otras es tipo Smyrna y no podría desarrollar la cosecha de higos sin el polen de un cabrahigo.
Dentro de la Unión Europea, España es, junto a Grecia y Portugal, el mayor productor de higos. Aunque la extensión de su cultivo y su producción, con alguna excepción, ha ido decayendo en los últimos años.
Según los últimos datos oficiales de Anuario de Estadística Agraria del Ministerio de Agricultura, España llegó a contar hace algo más de 15 años con más de 20.000 hectáreas de cultivo y una producción superior a las 60.000 toneladas anuales. En la actualidad, la extensión real del cultivo se sitúa en las 12.500 hectáreas, con cerca de 30.000 toneladas de producción al año. España es actualmente el octavo productor mundial de higos y el primero de la Unión Europea, por delante de Grecia y Portugal.
Por regiones, Extremadura lidera en extensión y producción el cultivo de la higuera, con 5.220 hectáreas y algo más de 8.200 toneladas, muy concentradas en las zonas de Almoharín-Comarca de Montánchez y Tamuja en la provincia de Cáceres, y en los términos de Salvaleón, Higuera de Vargas y Barcarrota, en la de Badajoz. También es muy importante el cultivo en extensión en las Islas Baleares con 2.287 hectáreas, al igual que Granada muy centrado en la zona de La Contraviesa con 1.860 hectáreas.